# 孟加拉狐
孟加拉狐（學名：Vulpes bengalensis）又名印度狐，是印度次大陸特有的狐狸，分佈在喜瑪拉雅山山腳及尼泊爾至印度南部，及由巴基斯坦東部及西部至印度東部及孟加拉東南部。其种加词“bengalensis ”意为“孟加拉的”。

## 外觀

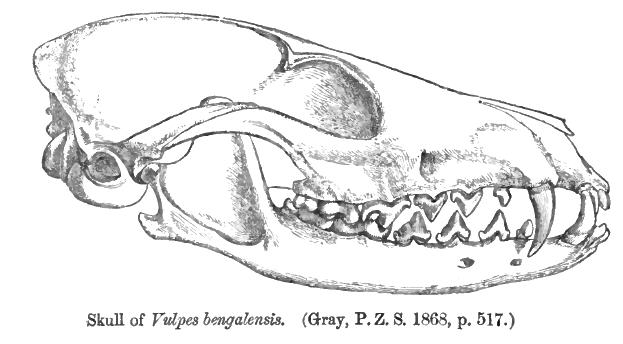
頭骨

孟加拉狐是較為細小的狐狸，吻較長，耳朵尖長，尾巴約是體長的50-60%。背部是灰色的，腹部較淡色，腳呈褐色或紅褐色。尾巴多毛，尖端黑色。耳背是深褐色的，邊沿黑色。鼻無毛，唇是黑色的，吻上有一些細小的黑點。不同群族及季節也有不同的毛色。體長46-61厘米，尾巴長25-36厘米。牠們一般重2-4公斤。

## 分佈
本種主要分佈在印度次大陸上的灌木叢及極端乾旱區，尤其是喜馬拉雅山脈及印度河流域。孟加拉狐在阿富汗、伊朗及西高止山脈並未被記錄到。首選的棲息地是小範圍的空曠草原及帶點刺的灌木叢，而牠們似乎避免地勢險峻的山地和無邊無際的草原。最近的研究報告顯示，孟加拉狐強烈偏好半乾旱且範圍小的草原當棲息地。

## 行為與生態

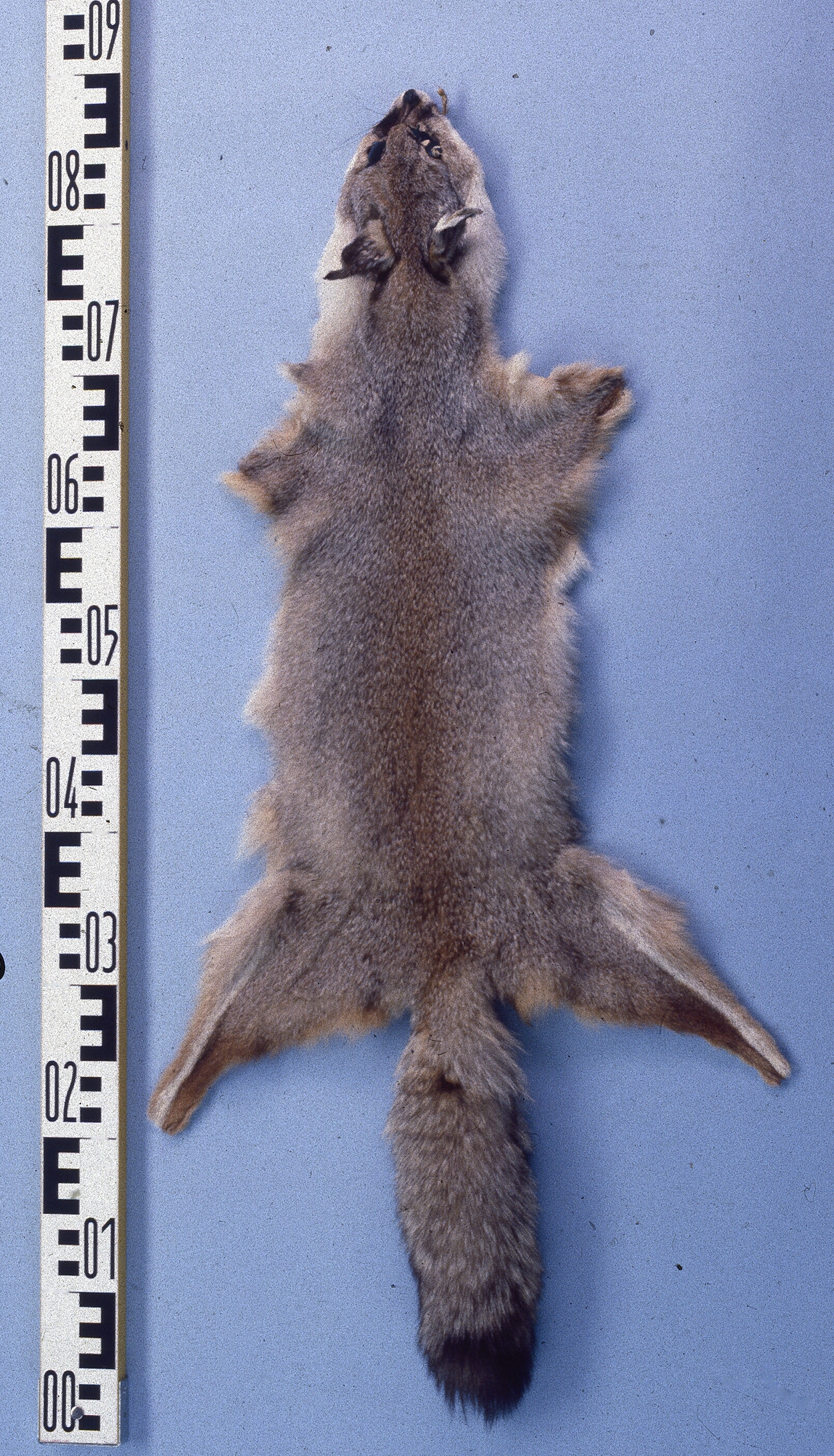
毛皮

孟加拉狐主要在拂曉及傍晚時出來活動。當天氣炎熱時，牠們會躲在草叢或自己所挖的地下窩。孟加拉狐所挖的窩通常是由龐大而複雜的房間和地道所組成。在人工飼養的環境下，壽命約6至8年。

### 食性
孟加拉狐主要吃齧齒目、蜥蜴、蟹、白蟻、昆蟲、小型的鳥類及果實。

### 與同類的溝通
和絕大多數的狐狸一樣，孟加拉狐的發聲種類是相當多樣的。持續不斷的鳴叫是最常見的，其他還包括咆哮、嗚咽、抽泣等。

### 繁殖
秋季是孟加拉狐的交配季節（通常10月至11月）。母狐的妊娠期約50-60天，一胎平均產下2～4隻幼仔。父母親都會扶養幼仔，但還是多為母狐在照料。幼仔在出生後的3、4個月即斷奶，並開始接觸外面的世界。幼狐的死亡率非常高，尤其是在牠出生後的最初幾個月裡。

## 威脅
對孟加拉狐而言，缺乏棲息地的保護是最大的威脅。例如，在印度南部，僅有兩成的孟加拉狐潛在棲息地位於卡納塔克邦及安德拉邦中的野生動物保護區。此外，在傳統醫學上，孟加拉狐身上的某些部位可能具有療效，像印度南部的narikuruva部落就會因此獵殺牠們。在卡納塔克邦，桑格拉提节(Makar Sankranti)祭典進行時也必須獵殺孟加拉狐及其他動物。另一個主要的威脅是疾病，如犬瘟熱病毒感染和狂犬病，其中帶原者通常是棲息地內人類所自由放養且未接種疫苗的家犬。

## 外部連結
- （英文）世界自然保護聯盟/物種生存委員會犬科動物專家小組：孟加拉狐
- （英文）英國廣播公司 - 科學與自然 - Wildfacts - 印度狐、孟加拉狐Archive.today的存檔，存档日期2012-07-21
- （英文）印度狐現狀